# Відеокасета

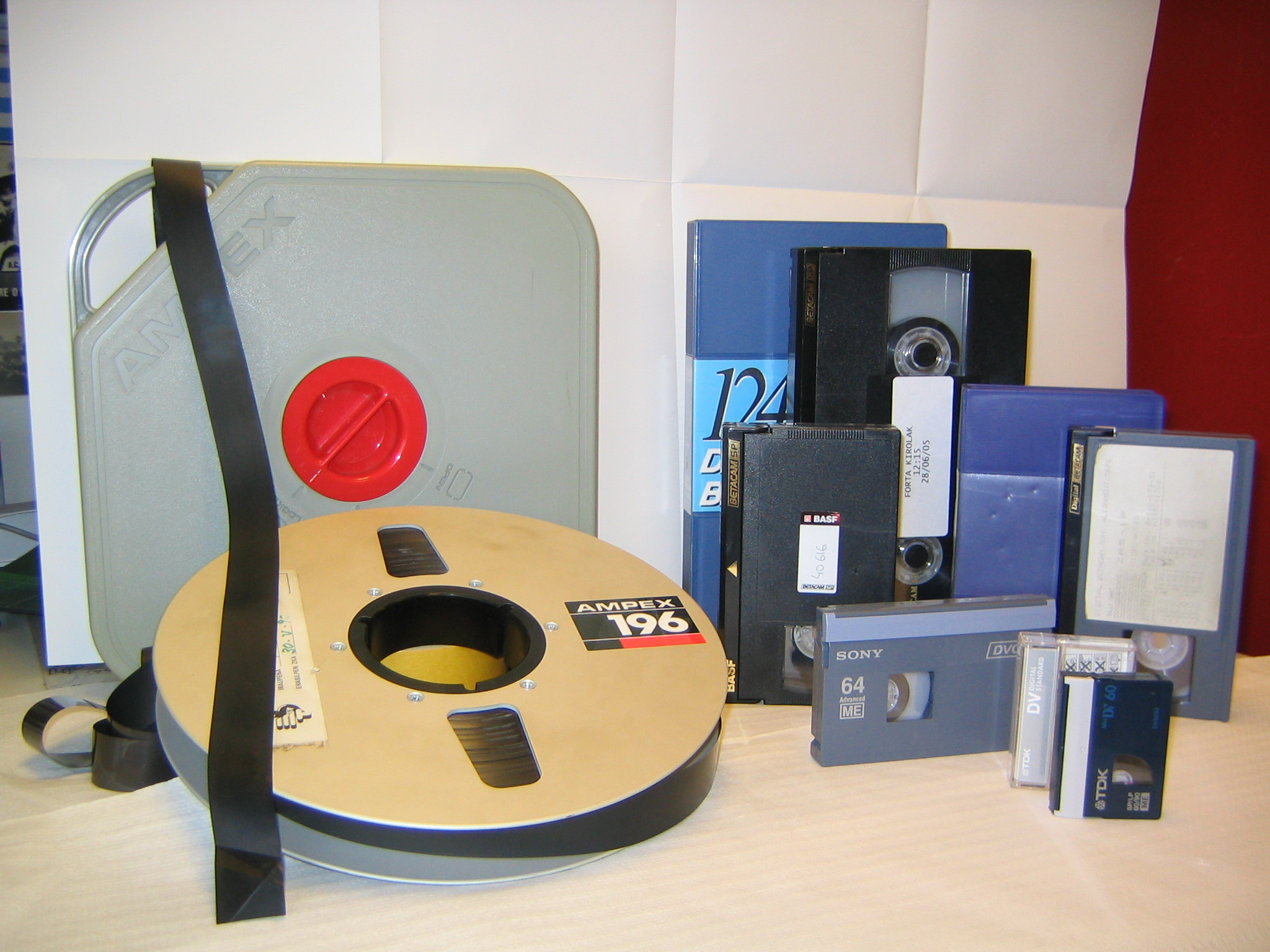
Асортимент відеокасет

Відеокасета складається з магнітної стрічки, розташованої у корпусі з полістиролу, є носієм інформації і застосовується для запису і відтворення відео та звуку за допомогою відеомагнітофону чи відеокамери. Касета — це лінійний метод зберігання інформації, і в наші часи майже всі відеозаписи є цифровими. Очікується, що відеокасета поступово буде втрачати своє значення.